# Lifebuoy
Lifebuoy là một nhãn hiệu xà phòng do Unilever tiếp thị. Lifebuoy ban đầu và trong phần lớn lịch sử của nó, là một loại xà phòng carbolic có chứa phenol (acid carbonic, một hợp chất được chiết xuất từ nhựa than đá). Xà phòng được sản xuất ngày nay dưới nhãn hiệu Lifebuoy không chứa phenol. Hiện nay, có rất nhiều biến thể của Lifebuoy.

## Tài trợ
Lifebuoy là nhà tài trợ áo đấu của Đội tuyển cricket quốc gia Bangladesh kể từ năm 2018. Lifebuoy đã tài trợ cho McLaren từ năm 2020 trở đi. Lifebuoy là nhà cung cấp vệ sinh chính cho Mclaren Racing.